# Ayako Hamada
Ayako Valentina Hamada Villarreal (ur. 14 lutego 1981 w Meksyku) – japońsko-meksykańska wrestlerka, występująca przede wszystkim pod pseudonimem ringowym Ayako Hamada.
W czasie ponaddwudziestoletniej kariery zawodniczej, rozpoczętej w 1998 roku, Hamada walczyła między innymi w japońskich federacjach All Japan Women’s Pro-Wrestling, Gaea Japan i Pro Wrestling Wave, meksykańskich Consejo Mundial de Lucha Libre (CMLL) i Lucha Libre AAA Worldwide (AAA) oraz amerykańskich Shimmer Women Athletes i Total Nonstop Action Wrestling (TNA). Jest córką Gran Hamady i siostrą Xóchitl Hamady.
Hamada zdobyła kilkanaście tytułów mistrzowskich. Wśród nich znalazły się WWWA World Single Championship, AAAW Single Championship, AAA Reina de Reinas Championship oraz dwukrotnie TNA Knockouts Tag Team Championship.

## Mistrzostwa i osiągnięcia
- All Japan Women’s Pro-Wrestling
  - WWWA World Single Championship (2x)[3]
  - WWWA World Tag Team Championship (1x) – z Nanae Takahashi[3]
  - Tag League the Best (2003) – z Nanae Takahashi[4]
- Arsion
  - Queen of Arsion Championship (1x)[3]
  - Sky High of Arsion Championship (1x)[3]
  - Twin Star of Arsion Championship (2x) – z Miką Akino (1), Michiko Omukai (1)[3]
  - P*Mix Tag Team Championship (1x) – z Gran Hamadą[5]
- Gaea Japan
  - AAAW Single Championship (1x)[3]
  - AAAW Tag Team Championship (1x) – z Meiko Satomurą[3]
- Azteca Karate Extremo
  - AKE Women’s Championship (1x)[3]
- International Wrestling Revolution Group
  - IWRG Intercontinental Women’s Championship (1x)[3]
- Lucha Libre AAA Worldwide
  - AAA Reina de Reinas Championship (1x)[3]
- NEO Japan Ladies Pro Wrestling
  - NEO Tag Team Championship (1x) – z Kaoru Ito[3]
- Pro Wrestling Illustrated
  - PWI umieścił ją na 18. miejscu rankingu wrestlerek PWI Top 50 w 2011 roku[6]
- Pro Wrestling Wave
  - Wave Single Championship (1x)[3]
  - Wave Tag Team Championship (3x) – z Yuu Yamagatą[3]
  - Dual Shock Wave (2013, 2015) – z Yuu Yamagatą[4]
  - Catch the Wave Best Bout Award (2013) – pojedynek przeciwko Ryo Mizunami z 26 maja[7]
  - Catch the Wave Best Performance Award (2015) jako członkini Wonderful World Fairy Family
- Sendai Girls’ Pro Wrestling
  - Sendai Girls World Championship (1x)[3]
  - Battlefield War Tournament (2007)[4]
- Shimmer Women Athletes
  - Shimmer Tag Team Championship (1x) – z Ayumi Kuriharą[3]
- Tokyo Sports
  - Joshi Puroresu Grand Prize (2003)[6]
- Total Nonstop Action Wrestling
  - TNA Knockouts Tag Team Championship (2x) – z Awesome Kong (1) i Taylor Wilde (1)[3]
- Universal Wrestling Association
  - UWA World Women’s Championship (1x)[3]